# Streblocerus annulatum
Streblocerus annulatum är en kräftdjursart. Streblocerus annulatum ingår i släktet Streblocerus och familjen Macrothricidae. Inga underarter finns listade i Catalogue of Life.